# Suriauville
Suriauville är en kommun i departementet Vosges i regionen Grand Est (tidigare regionen Lorraine) i nordöstra Frankrike. Kommunen ligger i kantonen Bulgnéville som tillhör arrondissementet Neufchâteau. År 2022 hade Suriauville 200 invånare.

## Befolkningsutveckling
Antalet invånare i kommunen Suriauville
| Referens: INSEE |